# Anne Henning
Anne Elizabeth Henning (6 de septiembre de 1955) es una patinadora de velocidad estadounidense retirada.
Creció en Northbrook, Illinois, y comenzó su carrera en las pruebas de patinaje de velocidad de pista corta, pero entonces, como a muchos patinadores de pista corta, cambió de prueba a patinaje de pista larga. En 1971, y con 15 años de edad, obtuvo una medalla de plata ganada en el Campeonato Mundial ISU de patinaje de velocidad sobre hielo, que es la antesala de los campeonatos profesionales de velocidad sobre hielo. En esos campeonatos impuso nuevos récords mundiales para la carrera de 500 m.
En 1972, Henning rompió los récords mundiales en 500 m y 1000 m, lo que permitió llegar como favorita a los Juegos Olímpicos de invierno de 1972 de Sapporo. En la competencia de los 500 m contra Sylvia Burka, fue obstruida en su cruce, aunque pudo finalizar su carrera con un tiempo de 43,70 segundos, instaurando un nuevo récord olímpico. De acuerdo a las reglas, podía correr nuevamente, con lo cual redujo su tiempo a 43,33 segundos. Con esto, a sus 16 años, Henning se convirtió en la campeona olímpica más joven en el patinaje de velocidad sobre hielo. En la prueba de los 1000 m, obtuvo la medalla de bronce tras Monika Pflug y a solo 0,01 segundos de la Atje Keulen-Deelstra, quien obtuvo la medalla de plata. Después de obtener ambas medallas, Henning se retiró de la actividad deportiva, para privilegiar una carrera universitaria.
Anne Henning es una profesora retirada en Englewood, Colorado.